# تصنيف الرجبي على الكراسي المتحركة
تصنيف الرجبي على الكراسي المتحركة هو نظام يتألف من سبع فئات، يُمنح فيه اللاعبون نقاطًا بناءً على مستوى حركتهم الوظيفية، بهدف ضمان توازن القدرات الرياضية على أرض الملعب في جميع الأوقات. ويتولى الاتحاد الدولي للرجبي على الكراسي المتحركة مسؤولية إدارة هذا التصنيف.

## التعريف
في هذه الرياضة، يُقيّم اللاعبون ضمن سبع فئات هي: 0.5، 1.0، 1.5، 2.0، 2.5، 3.0، و3.5 نقطة. وتشير النقاط الأقل إلى قدرة وظيفية أضعف، بينما تشير النقاط الأعلى إلى قدرة وظيفية أكبر. يمارس الرجال والنساء هذه الرياضة معًا، ضمن الفرق نفسها، دون وجود أحداث منفصلة لكل جنس.

يُسمح بوجود أربعة لاعبين فقط على أرض الملعب في الوقت نفسه. ويُشترط ألا يتجاوز مجموع نقاط الفريق 8 نقاط، إلا أن هذا الحد الأقصى يرتفع بمقدار 0.5 نقطة لكل لاعبة تشارك على أرض الملعب، وذلك لضمان التكافؤ في القدرة الرياضية.

مدى الحركة الوظيفية للاعب الذي يبلغ معدل نقاطه 0.5
مدى الحركة الوظيفية للاعب ذو النقطة الواحدة
مدى الحركة الوظيفية للاعب ذو النقطتين
مدى الحركة الوظيفية للاعب الثلاث نقاط

## الحوكمة
يشرف الاتحاد الدولي للرجبي على الكراسي المتحركة على التصنيف، كما ورد في منشوره الصادر عام 2008 بعنوان "دليل التصنيف للاتحاد الدولي للرجبي على الكراسي المتحركة". في عام 2009، أصبحت مسؤولية التصنيف تحت إدارة الاتحاد الدولي لرياضات المعاقين البدنية (IWAS).

## الأهلية
اعتبارًا من عام 2012، أصبح الأشخاص ذوو الإعاقات الجسدية مؤهلين للمنافسة في هذه الرياضة. يُسمح للمتسابقين الذين يعانون من بتر الجزء السفلي من الساق بالمشاركة في رياضة الكراسي المتحركة وفقًا لقواعد التصنيف الخاصة بهم بناءً على الحركة الوظيفية.

## التاريخ
نشأت هذه الرياضة في كندا عام 1977، وابتُكرت لتكون بديلاً لكرة السلة على الكراسي المتحركة. وفي عام 1992، تولت اللجنة البارالمبية الدولية رسميًا مسؤولية إدارة رياضات المعاقين، بما في ذلك الرجبي على الكراسي المتحركة. ومنذ ذلك العام، كانت IWAS تدير الرياضة وتصنيفها حتى عام 2010، حين انفصل الاتحاد الدولي للرجبي على الكراسي المتحركة عنها وتولى مسؤولية تصنيف اللعبة بنفسه.

## العملية
يعتمد تصنيف اللاعبين في هذه الرياضة على تحليل الأنشطة التي يقوم بها اللاعب، مثل مراقبة أداء الإحماء، القدرة أثناء تمرينات الرمي، الإمساك بالكرة، والمناورة بالكرسي المتحرك. كما قد يتضمن التصنيف اختبارًا يُطلب فيه من المتسابقين الضغط على المقعد لإظهار قوة الجزء العلوي من الذراع ومدى حركته.
في معظم الدول، تُشرف اللجنة البارالمبية الوطنية على تصنيف البطولات المحلية. في أستراليا، تتولى اللجنة البارالمبية الأسترالية مسؤولية التصنيف، وتوفر ثلاثة أنواع من التصنيف للمتسابقين: التصنيف المؤقت للمنافسات على مستوى الأندية، والتصنيف الوطني للمنافسات على مستوى الدولة، والتصنيف الدولي للمنافسات العالمية.

## في دورة الألعاب البارالمبية
في دورة الألعاب البارالمبية الصيفية لعام 1992، سُمح بمشاركة ذوي الإعاقات الحركية باستخدام الكراسي المتحركة، وكان التصنيف يتم بناءً على نوع الإعاقة الوظيفية بإشراف الاتحاد الدولي للرياضات على الكراسي المتحركة. وفي دورة الألعاب البارالمبية الصيفية لعام 2000، قُدمت أربع طعون على التصنيف في رياضة الرجبي على الكراسي المتحركة، شملت ثلاثة رياضيين وأدت إلى تعديل فئة واحدة. أقيمت منافسات الرجبي على الكراسي المتحركة في دورة لندن 2012 في صالة كرة السلة بالحديقة الأولمبية، في الفترة من 5 إلى 9 أيلول. وكان يُسمح لكل دولة بالمشاركة بفريق مكوّن من اثني عشر رياضيًا من الرجال والنساء.
في الألعاب البارالمبية الصيفية 2016 في ريو عام 2016، طُبّقت سياسة "تصنيف صفر" من قبل اللجنة البارالمبية الدولية، والتي أُقرت عام 2014 بهدف الحد من التغييرات المتأخرة في التصنيفات، التي قد تؤثر على استعدادات الرياضيين. ومع ذلك، استُثني لاعبو الرجبي على الكراسي المتحركة من هذه السياسة، إذ كان من المسموح للمشاركين قيد المراجعة في التصنيف بالمنافسة. وفي حال الحاجة إلى تصنيف جديد أثناء الألعاب، أُجري التصنيف في الفترة من 11 إلى 12 أيلول في حديقة الرياضيين. أما الرياضيون ذوو الإعاقات الجسدية أو الذهنية الخاضعون للتصنيف خلال دورة ريو، فكان أول ظهور لهم في المنافسة يُعتبر أيضًا جزءًا من عملية التصنيف.

## المستقبل
في المستقبل، تسعى اللجنة البارالمبية الدولية إلى تطوير نظام تصنيف قائم على الأدلة العلمية، عوضًا عن النظام القائم على الأداء، وذلك بهدف تجنّب معاقبة الرياضيين المتميزين الذين يظهرون في فئة أعلى فقط بسبب تفوقهم التدريبي مقارنةً بغيرهم من الرياضيين.